# HD 129456
HD 129456 (c1 Centauri) é uma estrela na constelação de Centaurus. Tem uma magnitude aparente visual de 4,05, sendo visível a olho nu em locais sem poluição luminosa excessiva. Com base em medições de paralaxe pelo satélite Hipparcos, está localizada a uma distância de 209 anos-luz (64,2 parsecs) da Terra.
Esta estrela é uma gigante de classe K com um tipo espectral de K3III, indicando que é uma estrela evoluída que já consumiu todo o hidrogênio em seu núcleo e abandonou a sequência principal. Com uma massa de 1,44 vezes a massa solar, a estrela expandiu-se para um raio de 23,4 vezes o solar, calculado com base em um diâmetro angular de 3,39 ± 0,09 milissegundos de arco. Está irradiando 170 vezes a luminosidade solar de sua fotosfera a uma temperatura efetiva de 4 280 K, conferindo-lhe a coloração alaranjada típica de estrelas de classe K. Não possui estrelas companheiras conhecidas.